# Württembergische Nebenbahnen
Die Württembergische Nebenbahnen AG (WN) war ein Eisenbahnunternehmen mit Sitz in Stuttgart.

## Geschichte

Aktie der Württembergischen Nebenbahnen AG von 1910

Das Unternehmen ging am 29. Mai 1905 aus der Filderbahn-Gesellschaft (FBG) hervor. Bis 1910 wurde das übernommene Netz der FBG um drei weitere – allerdings räumlich getrennte – Nebenbahnen ergänzt, die gesamte Netzlänge wuchs damit auf 95 Kilometer an. Es handelte sich hierbei um die Strohgäubahn von Korntal nach Weissach, die Härtsfeldbahn von Aalen über Neresheim nach Dillingen und die Nebenbahn Reutlingen–Gönningen.
Als sich die Ertragslage im Stammnetz verschlechterte, veräußerte die WN die Filder-Strecken zum 1. März 1920 an die Stadt Stuttgart, welche die Betriebsführung der Stuttgarter Straßenbahnen AG (SSB) übertrug, in deren Eigentum sie dann 1934 übergingen. Sowohl technisch als auch betrieblich blieben diese Strecken bis etwa in die 1960er-Jahre jedoch weitgehend eigenständig.
Die nicht-elektrifizierte, normalspurige Strecke Leinfelden–Neuhausen wurde im Zusammenhang mit dem Bau der Siebenmühlentalbahn mittels der Bahnstrecke Rohr–Echterdingen an die Staatsbahn angeschlossen. Die Strecke verblieb im Eigentum der SSB, jedoch übernahm die Deutsche Reichsbahn die Betriebsführung, nach dem Zweiten Weltkrieg die Deutsche Bundesbahn.
In den Jahren 1928/1929 kamen die Hauptaktionäre der Württembergischen Nebenbahnen AG und der Württembergischen Eisenbahn-Gesellschaft (WEG) unter das Dach des AG-für-Verkehrswesen-Konzerns. Das führte zu einer engen Zusammenarbeit von WN und WEG, die nun in Personalunion geführt wurden. 1966 wurden beide Gesellschaften in die Rechtsform einer GmbH umgewandelt. Schließlich beschlossen die Organe beider Gesellschaften am 13. August 1984, die Verschmelzung zur Württembergischen Eisenbahn-Gesellschaft mbH (WEG), die heute in Waiblingen ansässig ist.